# Richard Sharpe
Richard Sharpe è un personaggio immaginario ideato da Bernard Cornwell e protagonista di una omonima serie di romanzi di oltre venti volumi.

## Storia editoriale
Dieci di questi, al 2013, sono stati pubblicati in Italia, dalla Longanesi e da Tea.

## Personaggio
Nato alla fine del XVIII secolo (la sua data di nascita non è certa), con la morte della madre prostituta, dall'età di tre anni viene allevato in un ospizio, guidato dal direttore Jem Hocking, criminale e tirannico. Venne successivamente arruolato nella compagnia leggera dei Marmittoni (33º reggimento di Sua Maestà) dal sergente Obadiah Hakeswill.
Vive di espedienti (furti e rapine) finché, dopo aver commesso un omicidio, per sfuggire alla forca, si arruola come soldato semplice nell'esercito britannico, e viene inviato in India. Dopo aver salvato la vita al generale Arthur Wellesley (futuro duca di Wellington), viene promosso sul campo sottotenente, ritorna in patria, dove partecipa ad alcune fra le più gloriose imprese dell'esercito britannico in tutta Europa, tra cui la Battaglia di Trafalgar, (Danimarca, Spagna, Portogallo, Francia), salendo di grado fino a diventare Tenente Colonnello durante la Battaglia di Waterloo.

## Altri media
- I romanzi sono stati lo spunto per la serie televisiva in 14 episodi "Sharpe",[non chiaro] prodotta e trasmessa dal canale inglese ITV Television dal 1993 al 1997, avente come protagonista l'attore Sean Bean e Daragh O'Malley che interpreta il sergente irlandese Patrick Harper. Nel 2006 vennero trasmessi altri due episodi